# CHARMING (スターダストレビューのアルバム)
『CHARMING』（チャーミング）はスターダストレビュー1枚目のアカペラ・アルバム。1986年12月10日に発売された。

## 収録曲
全曲　編曲：三谷泰弘
1. Charming　（作詞・作曲：三谷泰弘）
2. 踊りあかそう　（I Could Have Danced All Night）
（作詞：Alan Jay Lerner　作曲：Frederick Loewe）
3. 星に願いを　（When You Wish Upon A Star）
（作詞：Ned Washington　作曲：Leigh Harline）
4. 上を向いて歩こう　（作詞：永六輔　作曲：中村八大）
5. Lazy Afternoon　（作詞：根本要/林紀勝　作曲：三谷泰弘）
6. Sweet Memories　（作詞：松本隆　作曲：大村雅朗）
7. 雨に歌えば　（Singin' In The Rain）
（作詞：Nacio Herb Brown　作曲：Arthur Freed）
8. Goodnight　（作詞・作曲：三谷泰弘）